# Dmytro Worobjow
Dmytro Ołeksandrowycz Worobjow, ukr. Дмитро Олександрович Воробйов, ros. Дми́трий Алекса́ндрович Воробьёв, Dmitrij Aleksandrowicz Worobjow (ur. 27 sierpnia 1977 w Krasnodarze, Rosyjska FSRR) – ukraiński piłkarz pochodzenia rosyjskiego, grający na pozycji bramkarza.

## Kariera piłkarska

### Kariera klubowa
Wychowanek klubu Kubań Krasnodar. W 1995 rozpoczął karierę piłkarską w farm klubie Izumrud Timasziowsk. Jako 16-latek został zaproszony do Szachtara Donieck, ale występował tylko w drugiej drużynie Szachtara. W 2001 powrócił do Kubania. Potem został wypożyczony do ormiańskiego Spartaka Erywań, który w 2003 połączył się z Banancem Erywań. Zimą 2004 przeszedł do Metałurha Donieck, w składzie którego 8 maja 2005 debiutował w Wyższej Lidze Ukrainy. W 2005 grał na wypożyczeniu w Metałurhu Zaporoże. Po zakończeniu sezonu 2012/13 opuścił doniecki klub.

## Sukcesy i odznaczenia

### Sukcesy klubowe
- wicemistrz Armenii: 2003